# CELLULOID
『CELLULOID』（セルロイド）は、日本のバンドPierrotのインディーズ3枚目のミニ・アルバム。1997年9月3日発売。発売元はBMGファンハウス(2001年12月19日にユニバーサルミュージックにより再発売)。

## 概要
『「セルロイド」という架空の生命体が人格を得て、様々な人間に憑依し、人間という生き物とはどういったものなのかを第三者的な立場から語りかける』という設定のもと、世界観が構築されている。
そのストーリーを小説化した『アルルカンの視界から』という連載が『CDでーた』に掲載されたが、「脳内モルヒネ」の章で打ち切りとなった。
「脳内モルヒネ」は初めてプロモーションビデオが製作された楽曲で、PV集「Prototype」に収録されている。また、『気が狂わぬ様に』という歌詞が差別的だという理由でレコード倫理協会側からクレームを受けたが、最終的には歌詞カードが伏字にされるにとどまり、録音やライブにおいてもそのまま歌われている。
「Twelve」は唯一、TAKEOがクレジットされている楽曲である。
初めて外部プロデューサーとして、伝説のニューウェーブロックバンド・EXのベーシストであった奈良敏博を迎えて制作された。KOHTAは後年のインタビューにおいて本作を振り返り、「ベーシストとしてスキルアップできた作品」と語っている。

## 収録曲
全作詞：キリト
1. セルロイド
  - 作曲：キリト
2. Adolf
  - 作曲：アイジ

ライブでは、イントロの振り付けが定番となっており、リズムに合わせ頭上で手を叩く。
アドルフ・ヒトラーを題材にしていると思われる。
再録されて『DICTATORS CIRCUS -奇術的旋律-』に収録された。
3. 脳内モルヒネ
  - 作曲：アイジ

Adolfと同様に、ライブではイントロに合わせキリトが踊るのが定番となっている。
再録されて『DICTATORS CIRCUS -奇術的旋律-』に収録された。
4. Twelve
  - 作曲：アイジ・TAKEO
5. 鬼と桜
  - 作曲：キリト

再録されて『DICTATORS CIRCUS -奇術的旋律-』に収録された。
6. HUMAN GATE
  - 作曲：アイジ

ライブでは、終盤、又は最後の曲として演奏される事が多かった。
再録されて『DICTATORS CIRCUS -奇術的旋律-』に収録された。